# Jonny Jakobsen
Jonny Jakobsen, também conhecido como Johnny Moonshine, Carlito, Dr. MacDoo e Dr. Bombay (Malmö, 17 de novembro de 1963), é um cantor e compositor sueco que ganhou grande notoriedade por apresentar o personagem fictício indiano Dr. Bombay. Ele começou como cantor (sob o nome Johnny Moonshine) de música country, mas tornou-se muito famoso anos mais tarde por desenvolver o personagem batizado de "Dr. Bombay". Seu primeiro álbum "Rice and Curry"  foi lançado em 1998 e com um grande hit "Calcutta (Taxi Taxi Taxi)" que atingiu 1° lugar no Top chart da Suécia.
Ele ganhou fama e notoriedade na cena Europop. Duas de suas músicas apareceram na série Beatmania IIDX de jogos de vídeo, um deles apareceu em Samba de Amigo e outro em Bomba It Pro 2.

## Discografia

### Álbum de estúdio
Como Dr. Bombay
- 1998: Rice & Curry

Como Dr. Macdoo
- 2000: Under the Kilt

Como Carlito
- 2006: Fiesta
- 2007: World Wild

### Singles
Como Dr. Bombay
- "Calcutta (Taxi Taxi Taxi)" (1998)
- "S.O.S (The Tiger Took My Family)" (1998)
- "Rice & Curry" (1998)
- "Girlie, Girlie" (1999)
- "Indy Dancing" (1999)
- "Stockholm to Bombay" (2018)

Como Dr. Macdoo
- "Macahula Dance" (2000)
- "Under the Kilt" (2000)

Como Carlito
- "Carlito (¿Who's That Boy?)" (2005)
- "Poco Loco" (2005)
- "Fiesta" (2006)